# Viktorie Surmová
Viktorie Surmová, ook wel bekend als Viktorie Surmøvá (Praag, 23 november 1996), is een Tsjechisch-Oekraïens zangeres, componiste en actrice. Ze is vooral bekend als zangeres van metalband Surma.

## Jeugd
Surmová is afkomstig uit een Tsjechisch-Oekraïense familie en bezit beide nationaliteiten. In haar jeugd studeerde ze tien jaar lang cello aan de lagere kunstschool in Brandýs nad Labem-Stará Boleslav en later in Benátky nad Jizerou. Daarnaast zong ze op de basis- en middelbare school in een koor. Van 2015 tot 2019 studeerde ze klassieke zang aan het Conservatorium van Amsterdam. Vanaf haar dertiende begon Surmová zich te verdiepen in metalbands.

## Carrière

### Zangeres
In 2014 richtte Surmová de band Surmata op. De band speelde symfonische metal en gaf tot 2017 verschillende concerten in Praag en andere delen van Tsjechië. In 2016 was ze zangeres van de Tsjechisch-Venezolaanse metalband Drunk with Pain, die in 2015 in Brno werd opgericht door gitarist en zanger Juan Hernandez. Eveneens in 2016 zong ze de Engelstalige versie van het nummer Fennel bride van The Spectrum in, in samenwerking met de Tsjechische gitarist Tonda Bucek.
In 2018 richtte Surmová de band Surma op, samen met gitarist en zanger Heri Joensen van metalband Týr. De band tekende kort na de oprichting een contract bij het Amerikaanse platenlabel Metal Blade Records. In november 2020 bracht Surma het debuutalbum The Light Within uit. Naast Metal Blade Records is het album ook uitgebracht door Napalm Records.
Surmová heeft ook samengewerkt met andere artiesten, zoals Sheltered Sun en Sebastien (2022), en zanger Blackwish van LatexJesus. Ook is ze lid van de bands Rosa Nocturna en Bohemian Metal Rhapsody. Daarnaast plaatst ze covers op haar YouTubekanaal en Patreonpagina.
Op 31 mei 2023 kondigde Surmová aan een nieuwe band te hebben opgericht met andere bekende Tsjechische rock- en metalmuzikanten: Outlaws Union. Het eerste nummer van de band was een cover van Kickstart My Heart van Mötley Crüe. Ook werd ze dat jaar lid van de band Metal Factory.

### Actrice
In 2012 speelde Surmová Assepoester in de gelijknamige opera van componist Zdeněk Zahradník. In 2016 en 2017 was ze onderdeel van het koor in het toneelstuk Her Pastorkyňa tijdens optredens in Divadlo na Vinohradech.
Ook heeft ze gastrollen in Tsjechische televisieseries gehad, zoals Tajemství staré bambitky (Het geheim van de oude Bambit), Ohnivý kuře (Vuurkip) en Soudce Barbara (Rechter Barbara).

### Overige activiteiten
Surmová figureert zo nu en dan ook als model. In 2025 werd ze het gezicht van een Tsjechische koffiebrouwerij.

## Discografie

### Met Surma
| Jaar | Titel            | Opmerkingen |
| ---- | ---------------- | ----------- |
| 2020 | The Light Within | album       |

### Met Outlaws Union
| Jaar | Titel              | Opmerkingen                    |
| ---- | ------------------ | ------------------------------ |
| 2023 | Kickstart My Heart | single - cover van Mötley Crüe |

### Met Rosa Nocturna
| Jaar | Titel                               | Opmerkingen |
| ---- | ----------------------------------- | ----------- |
| 2016 | Zapomenuté příběhy                  | album       |
| 2017 | Za hradbami času                    | album       |
| 2020 | Andělé a bestie / Angels and beasts | album       |

### Met Metal Factory
| Jaar | Titel             | Opmerkingen |
| ---- | ----------------- | ----------- |
| 2023 | Some Kind of Hell | single      |

### Solo
| Jaar | Titel                           | Opmerkingen                                                 |
| ---- | ------------------------------- | ----------------------------------------------------------- |
| 2017 | Ain't No Sunshine               | cover van Bill Withers                                      |
| 2017 | Good Enough                     | cover van Evanescence                                       |
| 2018 | Perfect Illusion                | cover van Lady Gaga - met Kuplai Kapsalis                   |
| 2018 | Someone Like You                | cover van Kings of Leon - met Mauricio Nader en Tomás Díaz  |
| 2018 | Moonlight Shadow                | cover van Fleetwood Mac - met Heri Joensen                  |
| 2018 | Take Me to Church (metal cover) | cover van Hozier - met Heri Joensen                         |
| 2018 | Another Day                     | cover van Dream Theater - met Mauricio Nader                |
| 2019 | Love of my Life                 | cover van Queen - met studenten van ArtEZ                   |
| 2019 | Znaju Ja / Руслана - Знаю я     | cover van Ruslana - met Heri Joensen                        |
| 2019 | Black Dog                       | cover van Led Zeppelin                                      |
| 2020 | Nights in White Satin           | cover van The Moody Blues - met Petr Kutheil                |
| 2020 | The Show Must Go On             | cover van Queen - met Tomás Díaz                            |
| 2020 | Get Lucky                       | cover van Halestorm (/ Daft Punk) - met Heri Joensen        |
| 2020 | Bridges ll                      | cover van Eivør - met Tomás Díaz                            |
| 2021 | Lucifer                         | cover van Avantasia                                         |
| 2021 | Son of the Dust, LUNA NERA      | cover van Black Casino and the Ghost - met Tomás Díaz       |
| 2021 | Wouldn't It Be Loverly          | cover uit My Fair Lady                                      |
| 2022 | In The Army Now                 | cover van Status Quo (/ Bolland & Bolland) - met Dan Friml  |
| 2022 | Invincible                      | cover uit Pat Benatar II - met Dan Friml                    |
| 2024 | Ten Jabor                       | cover uit Tsjechischtalige versie van de Robin Hood-musical |
| 2024 | My Twin                         | cover van Katatonia - met Quentin Cornet                    |
| 2024 | Tattoo                          | cover van Loreen - met Radim Baštinec                       |
| 2024 | Give In to Me                   | cover van Michael Jackson - met met Radim Baštinec          |

### Als gastmuzikant
| Jaar | Met artiest(en) | Titel             | Opmerkingen                           |
| ---- | --------------- | ----------------- | ------------------------------------- |
| 2022 | Sebastien       | Nechtěná/Небажана | Oekraïense zang verzorgd door Surmová |
| 2023 | Metal Factory   | Never Again       |                                       |
| 2023 | Jiří Rambousek  | Magic Mirror      | cover van Yngwie Malmsteen            |

## Privéleven
Surmová had een tijdlang een relatie met zanger en gitarist Heri Joensen.